# Bartmannkrus

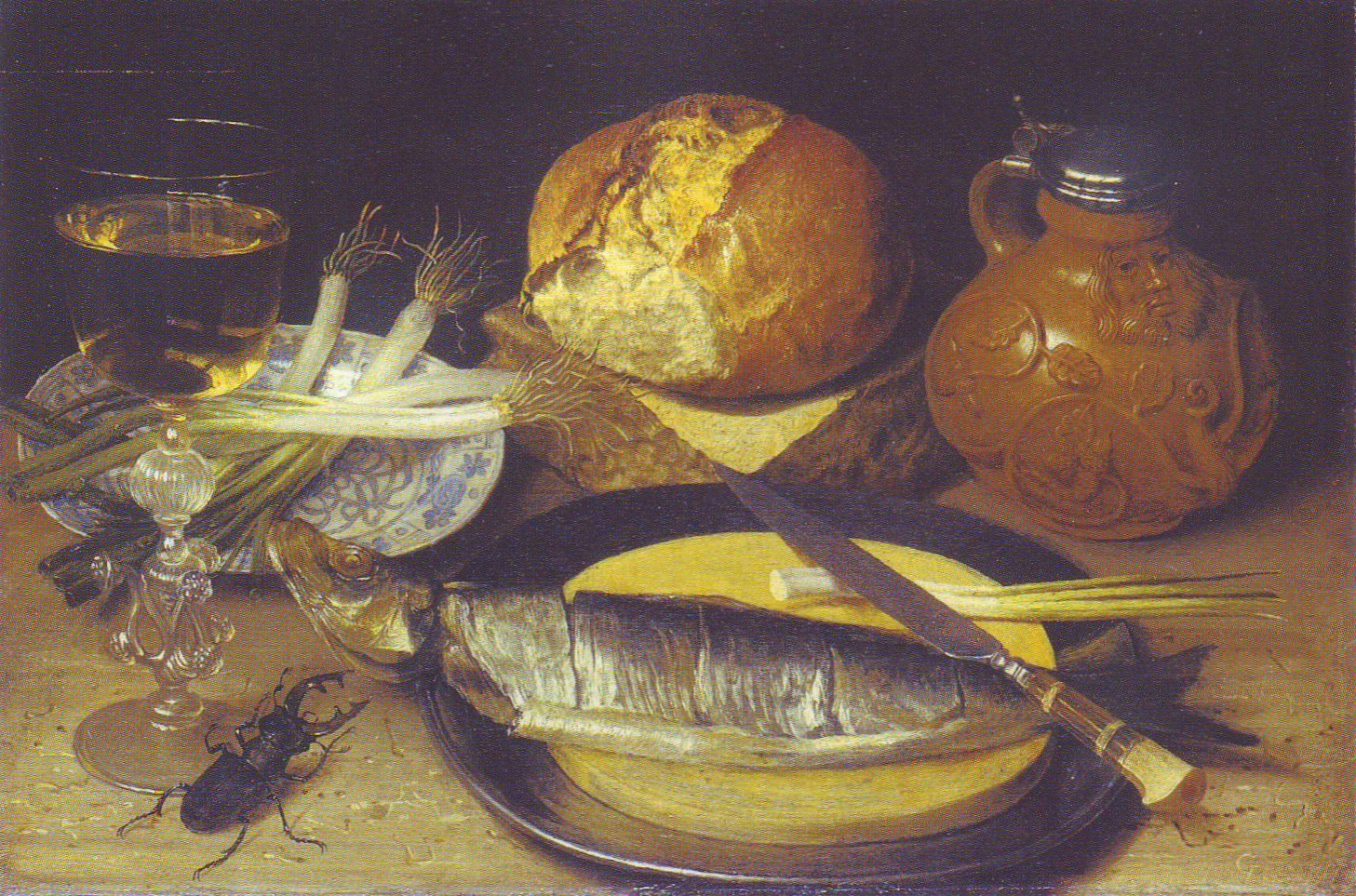
Stilleben av Georg Flegel från 1635. Bartmannkruset i den här tavlan har daterats till ca 1525 och visar tydligt dess hållbarhet som bruksföremål.

Bartmannkrus (från tyska Bartmann, "skäggman"), även bartmannkanna, är ett slags kärl av stengods som tillverkades i Central- och Västeuropa under 1500- och 1600-talen, särskilt kring Köln i dagens Tyskland. Dessa har en utsmyckning på nedre delen av kärlets hals som föreställer ett skäggigt gubbansikte. Bartmannkrusen tillverkades i form av flaskor eller kannor i olika storlekar för en rad olika användningsområden, bland annat som förvaringskärl för mat eller dryck, dekantering av vin eller transport av flytande varor (bland annat kvicksilver).

## Ursprung

Frechens stadsvapen som föreställer ett lejon som håller ett bartmannkrus, ett tecken på hur viktig tillverkningen av stengodskärl i allmänhet, och bartmannkrus i synnerhet, var för orten.

Stengods var en viktig exportnäring i Tyskland under senmedeltiden och den tidigmoderna perioden. Varorna fraktades till marknader i Norden, Östeuropa, Brittiska öarna och till europeiska kolonier i Nordamerika och Asien. Ett av de största produktionscentra låg i Rhenlandet runt Köln och de närbelägna städerna Altenrath, Siegburg och Frechen. Det liknade de övriga formerna av tyskt stengods från samma period och utmärkte sig genom ett reliefmönster som man skapade genom att använda mallar med vilka man "stämplade in dekorationer på kärlen. Det fanns en rad olika mönster och motiv som varierade över tid och mellan olika områden. En av de vanligaste föreställde ett skäggigt ansikte (tyska: Bartmaske) och var särskilt populär bland krukmakare i Köln och framför allt Frechen under 1500- och 1600-talen för att dekorera halsen på flaskor, krus och kannor av stengods. Det skäggiga ansikten antas ha sitt ursprung i den mytologiska vildmannen, en populär figur i den nordeuropeiska folktron från 1300-talet och framåt, och som senare skulle pryda allt från illuminerade manuskript till metallsmide.

## Ikonografi
Det som gav bartmannkrusen sin särprägel, det skäggiga ansiktet, är det enda motivet som är konstant genom hela dess existens. Under 1500-talet kunde kärlkroppen prydas med blomstermotiv eller med sirliga mönster med ekblad och ekollon. Senare, särskilt under 1600-talet, la man till en medaljong mitt på kroppen, oftast vapen som tillhörde kungliga eller adliga ätter eller städer. Många andra former av dekorativa mönster tillämpades och ibland även måttfulla religiösa påbud som DRINCK VND EZT GODEZ NIT VERGEZT, "ät och drick, (men) glöm icke Gud". Utformningen av ansikterna, eller Bartmänner, förändrades under 1600-talet och blev gradvis alltmer förvanskad och grotesk.

## Spridning och användning
Tyskt tidigmodernt stengods, särskilt från Rhenlandet, "har en omfattande arkeologisk spridningen runt om i världen", och lika så bartmannkrusen. De har påträffats vid arkeologiska utgrävningar över hela världen som spår av europeisk kolonisering, utvandring och handel. Ett par bartmannkrus har dokumenterats vid vrakplatsen för det engelska skeppet Sea Venture som sjönk 1609 utanför Bermuda. Krusen har daterats till ca 1580-90, vilket betyder att de överlevt i minst två decennier, inklusive sjötransport, något som vittnar om hur tåligt rhenskt stengods kunde vara. Det holländska ostindiska kompaniet använde regelbundet bartmannkrus till att frakta kvicksilver och man har hittat lämningar efter denna handel i vrak som sjunkit i såväl Nordsjön som vattnen utanför Västaustralien. Kärl från Frechen som daterats till mitten av 1600-talet har hittats i gravar tillhört urbefolkning vid Warrenfloden i nuvarande Rhode Island och även i Camden, Virginia. Bartmannkrus har varit vanligt förekommande fynd från 1600-talsvrak. Två kärl som donerades till Victoria and Albert Museum i London 1840 anses komma från vraket av det engelska krigsfartyget Mary Rose som sjönk 1545.
Under 1600-talet användes bartmannkurs ofta som häxflaskor, ett vanligt föremål inom den folkliga magin. Krus eller flaskor fylldes med bl.a. mänsklig urin, hår och amuletter och användes antningen för att bringa lycka till den som ägde flaskan eller skada dennes fiender. Kärl som hade ansikten med särskilt ondsinta eller förvridna ansiktsdrag användes ofta för detta syfte.
Bartmannkrus var särskilt förknippade med Frechen men de var så populära att kopior tillverkades i Raeren och Siegburg. De tillverkades även på flera orter i England, antingen av inhemska krukmakare som använde tyska mönster eller av invandrade tyskar. Under det sena 1800-talet återupplivades äldre tyska stengodstraditioner och man tillverkade reproduktioner av bartmannkrus efter bilder från museisamlingar. Under 1990-talet upptäcktes även försök till uppenbara förfalskningar.

## "Bellarmine"
På kontinenten uppstod under 1600-talet benämningen Bellarmine för bartmannkrusen, och är enligt traditionen kopplat till kardinalen Roberto Bellarmino (1542-1621), en stark motståndare till protestantismen i Nederländerna och Nordtyskland. Varför man uppkallade krusen efter Bellarmino är inte helt klarlagt, men det var troligen tänkt som en hånfull liknelse som av nederländska och engelska protestanter.